# Raquel Sofía
Raquel Sofía (Mayagüez, Puerto Rico; 12 de agosto de 1987) es una cantautora puertorriqueña, nominada al Grammy y al Grammy Latino. 

## Carrera
Raquel Sofía nació el 12 de agosto de 1987 en Mayagüez, Puerto Rico y se graduó en Escuela de Música Frost de la Universidad de Miami.
De 2012 a 2013, realizó coros de Juanes, así como de Shakira y Jencarlos Canela. En 2013, apareció en anuncios de Target y en 2014 firmó con Sony Music Latin, ese mismo año apareció en el Tiny Desk Concert de NPR y fue elegida como la primera artista latina en participar en el programa original de VEVO "Vevo DSCVR".
En 2015, lanzó su primer EP Te quiero los sábados, seguido de su álbum debut Te quiero los domingos en junio del mismo año. Para la promoción lanzó el sencillo «Agridulce», tema que fue elegido como una de las canciones Best of 2014 Pop de Beats Music. Fue nominada para la categoría de Mejor Artista Nuevo del Grammy Latinos 2015 e hizo su debut en un programa de premios actuando en la transmisión en vivo en noviembre. Raquel también fue elegida como Artista a seguir de Spotify en 2015. Ese mismo año, fue telonera del puertorriqueño Pedro Capó en el Coliseo de Puerto Rico.
Presentó su segundo álbum 2:00 am en enero de 2018, un álbum inspirado en el jazz, soul y pop. El álbum se promocionó con el sencillo «Tenemos historia». Entre marzo y abril de ese año, fue telonera del dúo estadounidense Ha*Ash, en sus conciertos en el Auditorio Nacional y en el Auditorio Telmex. En septiembre de ese año, recibió una nominación a los Grammy Latinos 2018 por su segundo álbum, 2:00 am, en la categoría Mejor Álbum de Cantante y Compositor. En noviembre, Raquel inició su gira de las 2:00 a. m., con 15 presentaciones en todo México. Recibió su primera nominación a los Grammy Awards en su 61.ª edición en la categoría Mejor Álbum de Pop Latino, por 2:00 am.
Durante la temporada de cuarenta por COVID en 2020, lanzó diversos sencillos, a mediados de ese año publicó «Amor en cuarentena» y «Coca», seguido de los temas «Que nos alcance» con el cantante mexicano Juan Solo y «Flotando» junto al puertorriqueño Christian Pagán. A finales de ese año, publicó su sencillo «Altos bajos».

## Discografía
Álbumes de estudio
- 2015: Te quiero los domingos
- 2018: 2:00 am
- 2022: Lecciones de una vida cegándola en el amor
- 2023: 9 Vidas (Live)

EP
- 2015: Te quiero los sábados

## Giras musicales
Como telonera
2018: Gira 100 años contigo (para Ha*Ash)

## Premios y nominaciones
| Año  | Premio              | Categoría                            | Trabajo nominado   | Resultado | Ref.   |
| ---- | ------------------- | ------------------------------------ | ------------------ | --------- | ------ |
| 2015 | Grammy Latinos 2015 | Mejor Nueva Artista                  | Ella misma         | Nominada  | [ 7 ]  |
| 2018 | Grammy Latinos 2018 | Mejor Álbum de Cantante y Compositor | 2:00 am            | Nominada  | [ 11 ] |
| 2019 | Grammy Awards       | Mejor Álbum de Pop Latino            | 2:00 am            | Nominada  | [ 13 ] |
| 2020 | Grammy Latinos 2020 | Mejor Canción Pop                    | Amor En Cuarentena | Nominada  | [ 13 ] |